# Jacksonville (Oregon)
Jacksonville és una població dels Estats Units a l'estat d'Oregon. Segons el cens del 2000 tenia 2.235 habitants.

## Demografia
Segons el cens del 2000, Jacksonville tenia 2.235 habitants, 1.034 habitatges, i 661 famílies. La densitat de població era de 474,1 habitants per km².
Dels 1.034 habitatges en un 22,2% hi vivien nens de menys de 18 anys, en un 54,4% hi vivien parelles casades, en un 7,6% dones solteres, i en un 36% no eren unitats familiars. En el 30,5% dels habitatges hi vivien persones soles el 18,2% de les quals corresponia a persones de 65 anys o més que vivien soles. El nombre mitjà de persones vivint en cada habitatge era de 2,15 i el nombre mitjà de persones que vivien en cada família era de 2,68.
Per edats la població es repartia de la següent manera: un 18,9% tenia menys de 18 anys, un 4,3% entre 18 i 24, un 20,1% entre 25 i 44, un 32% de 45 a 60 i un 24,7% 65 anys o més.
L'edat mediana era de 48 anys. Per cada 100 dones de 18 o més anys hi havia 78,7 homes.
La renda mediana per habitatge era de 41.250$ i la renda mediana per família de 57.333$. Els homes tenien una renda mediana de 42.917$ mentre que les dones 28.661$. La renda per capita de la població era de 28.152$. Aproximadament el 5,3% de les famílies i el 6,6% de la població estaven per davall del llindar de pobresa.

## Poblacions més properes
El següent diagrama mostra les poblacions més properes.